# Nevid
Nevid település Csehországban, Rokycanyi járásban. Nevid Veselá, Milínov, Kornatice, Kakejcov és Mirošov településekkel határos. Lakosainak száma 187 fő (2024. január 1.).

## Népesség
A település lakosságának változását az alábbi diagram mutatja:
| Lakosok száma | 301  | 245  | 322  | 258  | 164  | 174  | 181  | 175  | 174  | 187  |
|               | 1869 | 1900 | 1921 | 1961 | 1980 | 2011 | 2016 | 2019 | 2021 | 2024 |